# MDMA
MDMA ili ecstasy je polusintetička psihoaktivna droga iz skupine feniletilamina, odnosno supstituiranih amfetamina. Obično se smatra psihodeličnom drogom, iako efekti koje uzrokuje odstupaju od tipičnih psihodelika, dajući više stimulativne nego vizualne efekte. Uglavnom ima imidž "rekreativne" droge te se asocira s burnim provodima u diskotekama i noćnim klubovima uz elektronsku glazbu. Također se u nekim krugovima smatra enteogenom i alatom za transcendenciju. Glavni spoj koji sačinjava ecstasy je MDMA (3,4-MetilenDioksiMetAmfetamin ). Neki drugi spojevi koji imaju slično djelovanje i ponekad se prodaju pod tim imenom su 2CB, 2CT2, 2CT7, DOB, DOM, MDA i MDEA.
Proizvodnja, distribucija i posjedovanje MDMA je ilegalna u većini svjetskih država.  
MDMA je službeno prvi put sintetiziran 1912. godine u Darmstadtu u Njemačkoj. Idućih desetljeća tvar nije bila pretjerano poznata niti se koristila zbog psihoaktivnih svojstava. U sedamdesetim godinama 20. stoljeća Alexandar Shulgin sintetizirao je MDMA u svom laboratoriju te ga predstavio psihoterapeutu Leu Zeffu, koji ga je kasnije počeo promovirati i koristiti u terapeutske svrhe. U Velikoj Britaniji zabranjen je 1977., a u SAD-u 1985., godine neposredno nakon eksplozije kako rekreativne, tako i osobne terapeutske i spoznajne svrhe. Danas je međunarodno zabranjen.

## Primjena
Najčešće se uzima oralno u obliku tableta (u žargonu bomboni), a rjeđe ušmrkavanjem. Moguća je i rektalna primjena, ali je u praksi vrlo rijetka. Bilo je pokušaja upotrebe ecstasya kao pomoćno sredstvo u psihoterapiji, no nije u potpunosti primjenjiv u takve svrhe zbog nepredvidiva djelovanja. U nekim je državama (poput SAD-a i Švicarske) doduše u posljednjih nekoliko godina uz lobiranje MAPS-a (Multidisciplinary Association for Psychedelic Studies) dopušten za testiranje na ljudima kao potencijalni lijek za posttraumatski stresni poremećaj (PTSP) te socijalnu anksioznost kod autizma.

## Subjektivni utjecaj
Kada se uzima oralno, učinci se javljaju nakon 30 - 60 minuta. Vrhunac traje oko 2-3 sata, a sveukupno trajanje efekta je do 6 sati.
Za razliku od amfetamina i metamfetamina koji su "čisti" stimulansi, ecstasy posjeduje i halucinogena i stimulativna svojstva.
Smatra se empatogenom jer uzrokuje povećanu društvenost i (nerijetko i intimni) osjećaj blizine i povezanosti s drugim ljudima. Također uzrokuje pozitivne emocije i povećan osjećaj zadovoljstva i mira, te osjećaj povećane spoznaje, introspekcije i povezanosti sa svijetom. Osjetila su pojačana (npr. dodir). U većim dozama moguće su blage vizualne distorzije. Može se javiti i poremećen osjećaj za vrijeme. 

Kako se efekti bliže kraju, njihov se intenzitet zna relativno naglo smanjiti, što u pojedinih korisnika ponekad uzrokuje i veoma neugodan osjećaj depresije i nostalgije za efektima. Ti osjećaji mogu potrajati od dan-dva do (rjeđe) 1-2 tjedna.

## Nuspojave
- ubrzan rad srca i porast krvnog tlaka (ovisno o dozi)
- nesanica
- mučnina i povraćanje
- erektilna disfunkcija kod muškaraca
- promjene u tjelesnoj temperaturi
- poteškoće u koncentraciji i pamćenju
- pojačano znojenje
- smanjeni apetit
- grčenje vilice
- proširene zjenice očiju
- nekontrolirano trzanje očiju
- suha usta za vrijeme najjačeg djelovanja
- umjerena tjeskoba i neodređeni strah
- umor i depresija (može se osjećati nekoliko dana)

## Mehanizam djelovanja
MDMA svoje učinke postiže tako da pojačava oslobađanje serotonina, a u manjoj mjeri dopamina i noradrenalina, u sinapsu.
Osim toga djeluje i kao slabi agonist 5-HT1 i 5-HT2 receptora te potiče lučenje kortizola, oksitocina ("hormon ljubavi") i prolaktina.
MDMA se također veže na σ-receptore. Njihova uloga, međutim, još nije potpuno razjašnjena. 

## Neurotoksičnost
Šteta koju MDMA prouzrokuje na mozgu uvelike je preuveličana, uglavnom zaslugom sada već povučenog istraživanja Georgea Ricaurtea sa Sveučilišta Johns Hopkins u SAD-u i propagande koja je popratila rezultate istraživanja. Zaključak tog državno sponzoriranog istraživanja jest da je MDMA u mozgovima pokusnih majmuna uzrok abnormalnosti sličnih onima od Parkinsonove bolesti, iz čega je proizlazilo da i jedno konzumiranje MDMA može rezultirati trajnim i ozbiljnim oštećenjem mozga. Isto je istraživanje "otkrilo" da je funkcija serotonina u mozgu onemogućena i do 85% u redovitih korisnika te droge. To je istraživanje korišteno kao potpora za anti-MDMA kampanju SAD-ovog Nacionalnog instituta za zlouporabu droga (National Institute of Drug Abuse - NIDA). Glavni propagandni materijal te kampanje bio je letak sa slikom zdravog ljudskog mozga uspoređenog s mozgom nakon konzumacije MDMA. Izvor te slike je iz tog istog Ricaurteovog istraživanja.
Nakon vala neslaganja i protesta od stručnjaka u tom polju, Ricaurte je istraživanje povukao 2003. godine pod isprikom da je moguće da je u istraživanju umjesto MDMA majmunima zabunom administriran metamfetamin. Ricaurte je okrivio dobavljača da je krivo označio ambalažu tvari. Uz to, otkriveno je da Ricaurte nije mogao znati jesu li njegovi ispitanici zaista koristili MDMA, i jesu li koristili druge neurotoksične droge, jer nikada nije testirao kosu ispitanika kako bi to saznao.
Stručnjaci se danas oslanjaju na Njemačku studiju iz 2003. godine koja zaključuje de je šteta po moždanu funkciju serotonina tek 5%, umjesto 50-85% prema Ricaurteu. Nije dokazano da je ta šteta trajna.
Ta se šteta prema riječima nekih konzumenata može umanjiti ili potpuno otkloniti konzumiranjem relativno mnogo vitamina C i 5-HTP-a par sati prije konzumiranja MDMA. Ista metoda navodno otklanja i neugodne već spomenute učinke koji se mogu pojaviti pri prestajanju djelovanja. Dokazano je da antioksidanti direktno sprječavaju neurotoksično djelovanje MDMA, a vitamin C jest antioksidant. 5-HTP je prethodnik serotonina i blagi antidepresiv, te se njemu pripisuje umanjivanje ili otklanjanje depresije nakon što efekti prestanu. Za tu depresiju zaslužna je i činjenica da mozgu "fali" serotonina jer su zalihe oslobođene tijekom djelovanja MDMA, a 5-HTP djelomično nadomjesti serotonin, kojemu je kemijski prethodnik.

## Predoziranje, ovisnost i druge opasnosti
U SAD-u manje od 10 ljudi godišnje umre sa samo MDMA, a manje od 100 s drugim drogama uz MDMA u krvi. Temeljeno na statistikama iz Velike Britanije, izračunato je da je rizik smrti od uzimanja MDMA 1:100000. 
Ovisnost o MDMA je kontroverzno pitanje među istraživačima te uvelike ovisi o tome kako je "ovisnost" definirana. Općenito, gotovo je sigurno da MDMA ne uzrokuje fizičku ovisnost, no smatra se da ima umjereni potencijal za psihološku ovisnost. Dok mnogi konzumenti uzimaju drogu redovito i razviju toleranciju, relativno malo korisnika iskusi negativne apstinencijske efekte niti ima problema s prestajanjem konzumiranja kada to odluče.
Neke je druge droge veoma opasno miješati s MDMA-em. Smrtno je opasno uz MDMA uzimati MAO inhibitore. Uzimanje drugih stimulansa uz MDMA uglavnom se smatra kao loša ideja. Miješanje s alkoholom može biti vrlo opasno jer se dodatno opterećuje jetra i dehidrira tijelo. Psihodelične droge poput LSD-a i Psilocibina mnogi pak konzumenti bez povećane opasnosti miješaju s MDMA kako bi efekte psihodelika učinili pozitivnijima i smanjili šansu "lošeg tripa".
Realno najveća opasnost pri konzumaciji MDMA je takozvano "trovanje vodom" (hiperhidracija). Naime, pošto se MDMA nerijetko konzumira u diskotekama, te osoba pod utjecajem ima potrebu plesati, korisnici se boje dehidracije i hipertermije te piju mnogo vode. Iako zaista treba voditi računa o konzumiranju dovoljno vode pod utjecajem MDMA, pogotovo u vrućem ambijentu i uz tjelesnu aktivnost koje pruža diskoteka ili koncert, mnogi pretjeruju. Prekomjerna konzumacija vode pod utjecajem MDMA-a može dovesti do "trovanja vodom" koje može završiti smrću, pogotovo ako je konzumiran i alkohol. Nekoliko takvih slučjeva u povijesti privuklo je veliku medijsku pozornost, uvijek navodeći MDMA kao uzrok smrti. Najpoznatiji je slučaj osamnaestogodišnje Leah Betts iz Velike Britanije 1995. godine, koja je nakon konzumiranja mnogo vode pod djelovanjem MDMA pala u komu te preminula.

## Supkulturna scena
Ecstasy je karakteristična droga. Učinci ecstasyja na um, ugoda koju stvara, duljina djelovanja, te na kraju cijena, "pogoduje" mladim ljudima koji žele probati nešto "novo".
Ecstasy najčešće primjenjuju upravo mladi i to poglavito na mjestima na kojima ima mnogo ljudi i muzike. Iako vrsta glazbe nije presudna stvar, ecstasy se najčešće primjenjuje na dugotrajnim rave priredbama - koncertima elektroničke glazbe. Rave partyji su maratonski dugi koncerti za koje su karakteristične transatične melodije koje rijetko traju kraće od šest sati - što se opet idealno poklapa s djelovanjem ecstasyja.
U SAD-u, odakle se ecstasy i proširio kao rekreativna droga, postoje rave koncerti koji traju danima. Najveći rave događaj u Hrvatskoj je bio Future Shock koji se nekoliko puta održao na Zagrebačkom velesajmu.
U Velikoj Britaniji je svojedobno donesen zakon koji kriminalizira rave (eng. rave - ples, plesanje) muzičku scenu zato što velik broj ljudi koji idu na takve glazbene priredbe konzumira opojne droge.
Radi popularnosti ecstazija otvaraju se vrata beskrupuloznim individualcima koji iskorištavaju priliku prodati gotovo bilo što kao ecstasy. Spoj koji karakterizira ekstazi je MDMA, no u tabletama koje korisnik može nabaviti se vrlo često nalazi štošta drugo. Tablete ecstasyja su nepouzdane više od bilo koje druge ulične droge, te uz sam MDMA uobičajeno sadrže psihoaktivne tvari kao što su kofein, efedrin, razni amfetamini, PMA, MDA, MDE, DXM, MBDB, itd.

## Vanjske poveznice:
- Erowid - MDMA na erowid-u
- Esctasy podrobno o Ecstasy-ju; djelovanje, kemija, povijest, galerija  Arhivirana inačica izvorne stranice od 3. ožujka 2007. (Wayback Machine)

1. ↑  MDMA-Assisted Psychotherapy (www.maps.org)
2. ↑  Betzler F, Viohl L, Romanczuk-Seiferth N (January 2017). "Decision-making in chronic ecstasy users: a systematic review". The European Journal of Neuroscience. 45 (1): 34–44. doi:10.1111/ejn.13480. PMID 27859780
3. ↑  Matsumoto RR (July 2009). "Targeting sigma receptors: novel medication development for drug abuse and addiction". Expert Review of Clinical Pharmacology. 2 (4): 351–8. doi:10.1586/ecp.09.18. PMC 3662539. PMID 22112179